# Biblica
Biblica (ранее — Международное библейское общество, англ. International Bible Society) — христианская некоммерческая организация (НКО), которая занимается переводом, изданием и распространением Библии и других материалов через миссии, розничную торговлю и иные каналы. Общество было основано в Нью-Йорке в 1809 году как «Нью-Йоркское библейское общество» и изменило своё название на «Международное библейское общество» в 1983 году. Сейчас штаб-квартира располагается в Колорадо-Спрингс (штат Колорадо).
В марте 2007 года IBS объединилась с британской благотворительной организацией Send the Light (STL), созданной в 1957 году Джорджем Вьювером. STL была одним из крупнейших распространителей христианских материалов с распределительными центрами в Великобритании, Индии, США и других частях мира. Объединённая организация называлась IBS-STL до 2009 года, когда название было изменено на более звучное Biblica, чтобы показать особенный акцент на Библию.
В 1968 году IBS согласились финансировать Комитет по переводу Библии (ТОС) в его работе по созданию современного английского перевода Библии, чтобы обеспечить лёгкий для чтения перевод тем, кому трудно понимать архаичный язык Библии короля Якова.
В 1973 году они опубликовали новый перевод Нового Завета, получивший название New International Version. Расходы на перевод оказались почти в два раза выше первоначальной оценки. Чтобы компенсировать затраты, «Международное библейское общество» продало свои здания в Нью-Йорке, а члены правления заложили свои дома. Несмотря на жертвенный подход со стороны персонала и пожертвования спонсоров, средств не хватало. В 1975 году крупное библейское издательство Zondervan согласилась финансировать оставшиеся работы в обмен на коммерческие права на продажу нового перевода Библии NIV. Роялти, полученные IBS с NIV позволил Biblica расширить своё присутствие во всём мире.
В 1978 году был опубликован полный перевод Библии New International Version. На сегодняшний день распространено более 350 миллионов экземпляров NIV.
Помимо распространения Библии «Международное библейское общество» выполнило переводы на другие языки, на испанском языке Nueva Versión International, и на русском языке (Новый Завет назывался «Слово Жизни», вышел в 1991 году и был скорее пересказом близко к тексту, но в 2007 году был подготовлен полный перевод канонических книг Библии).